# Dwergkathaai
De dwergkathaai (Scyliorhinus torrei) is een vissensoort uit de familie van de kathaaien (Scyliorhinidae). De wetenschappelijke naam van de soort is voor het eerst geldig gepubliceerd in 1936 door Howell Rivero.